# Filmografia de Roberto Carlos
Roberto Carlos é um cantor e compositor brasileiro. Ele foi um dos primeiros ídolos jovens da cultura brasileira, liderando o primeiro grande movimento de rock feito no Brasil. Além dos discos, estrelou um programa na TV Record, chamado Jovem Guarda (que batizou esse movimento de rock), e filmes inspirados na fórmula lançada pelos Beatles - como Roberto Carlos em Ritmo de Aventura, Roberto Carlos e o Diamante Cor-de-rosa e Roberto Carlos a 300 Quilômetros Por Hora. Também havia sido iniciada a produção de SSS Contra A Jovem Guarda, mas o filme jamais foi concluído.

## Filmografia
Trilogia Roberto Carlos
- 1968 - Roberto Carlos em Ritmo de Aventura (Roberto Farias)
- 1970 - Roberto Carlos e o Diamante Cor-de-Rosa (Roberto Farias)
- 1971 - Roberto Carlos a 300km por Hora (Roberto Farias)

Participações
- 1968 -  Chimera  (Ettore Maria Fizzarotti)
- 1971 - Som Alucinante (Guga de Oliveira)
- 1971 - Saravá, Brasil dos Mil Espíritos (Miguel Schneider)
- 2003 - Celebridade (Dennis Carvalho)
- 2005 - América (Jayme Monjardim)
- 2007 - Person (Marina Person)
- 2008 - Paulo Gracindo - O Bem Amado (Gracindo Júnior)
- 2009 - Alô, Alô, Terezinha! (Nelson Hoineff)
- 2010 - Uma Noite em 67 (Renato Terra e Ricardo Calil)
- 2011 - Rádio Nacional (Paulo Roscio)
- 2015 - Tim Maia - Vale o Que Vier (Mauro Lima)
- 2016 - Eu Sou Carlos Imperial (Renato Terra e Ricardo Calil)
- 2022 - Pacto Brutal - O Assassinato de Daniella Perez
- 2025 - Glória

Figuração
- 1958 - Aguenta o Rojão (Watson Macedo)
- 1958 - Alegria de Viver (Watson Macedo)
- 1958 - Minha Sogra é da Policia (Aloísio de Carvalho)
- 1961 - Esse Rio que Eu Amo (Carlos Hugo Christensen)

Trilhas-sonoras
- 1968 - Roberto Carlos em Ritmo de Aventura (Roberto Farias)
- 1969 - Matou a Família e Foi ao Cinema (Júlio Bressane)
- 1970 - Roberto Carlos e o Diamante Cor-de-Rosa (Roberto Farias)
- 1971 - Roberto Carlos a 300km por Hora (Roberto Farias)
- 1972 - Os Machões (Reginaldo Faria)
- 1974 - O Marginal (Carlos Manga)
- 1979 - Amor Bandido (Bruno Barreto)
- 1980 - Os Sete Gatinhos (Neville d'Almeida)
- 2012 - À Beira do Caminho (Breno Silveira)